# Jules Horowitz
Jules Horowitz (ur. 1921 roku w Rzeszowie, zm. 3 sierpnia 1995 roku) był francuskim fizykiem jądrowym pochodzenia żydowskiego.

## Życiorys
Pochodził z głęboko wierzącej żydowskiej rodziny, od młodego wieku studiował teksty religijne i uczył się języków hebrajskiego i aramejskiego. Uciekając przed antysemityzmem w Polsce wraz z rodziną przenosi się do Republiki Weimarskiej, a po przejęciu władzy przez Nazistów do Francji, osiedlając się w Metz. Kolejnym etapem ucieczki było opuszczenie niemieckiej strefy okupacji i osiedlenie się na terenie podległym rządowi Vichy. W 1941 roku rozpoczyna studia w École polytechnique.
Jego praca wywarła znaczący wpływ na rozwój fizyki jądrowej we Francji. Od 1946 roku pracował w CEA, gdzie był założycielem i pierwszym dyrektorem Instytutu Badań Podstawowych (L'institut de recherche fondamentale).
Jego imieniem został nazwany reaktor badawczy powstający w Cadarache.